# Cortodera aestiva
Cortodera aestiva är en skalbaggsart som beskrevs av Gianfranco Sama och Rapuzzi 1999. Cortodera aestiva ingår i släktet Cortodera och familjen långhorningar. Inga underarter finns listade i Catalogue of Life.